# Der Hungerpastor
Der Hungerpastor ist der Titel eines 1863 publizierten Entwicklungsromans von Wilhelm Raabe. Erzählt wird die Geschichte des armen Schusterjungen Johannes Unwirrsch, der sich durch seinen Bildungshunger emporarbeitet und Pfarrer wird, während die Kontrastfigur Moses Freudenstein durch ihre Egozentrik ihr hochgestecktes Ziel nicht erreicht. Thema und Metaphorik des Romans ist die aufbauende und zerstörende Macht des Hungers.

## Inhalt
Im Zentrum des Romans steht die Entwicklung Hans Unwirrschs vom Kind armer Leute zum Dorfpfarrer. Der Handlungszeitraum reicht vom Tag seiner Geburt im Jahr 1819 bis zum ersten Lebensjahr des Sohnes ca. 1853.
Die Schusterkugel
Die Geschichte beginnt 1819 mit zwei Geburten: In der Kröppelstraße der fiktiven Kleinstadt „Neustadt“ feiert der Schuhmachermeister Anton Unwirrsch mit seinem Schwager und Kollegen Nikolaus Grünebaum, nach langem Warten auf einen Stammhalter, die Geburt des Sohnes Johannes („Hans“) Jakob Nikolaus. Im Nachbarhaus wird am selben Tag dem Juden Samuel Freudenstein, einem Trödler, das Kind Moses geboren. Die Mutter „Blümchen“ stirbt bei der Geburt. (Kap. 1).
Beim Blick in seine Schusterkugel sucht Unwirrsch, wie sein Schusterkollege Jakob Böhme, ein tieferes Verständnis der Welt und kommt dabei oft ins Träumen von einer anderen, besseren Zukunft für seinen Sohn: „Sein ganzes, eifriges Streben nach Erkenntnis trug er auf [Hans] über; der Sohn sollte und musste erreichen, was der Vater nicht erreichen konnte. […] Frei sollte er die Bahn finden, und keine Pforte der Weisheit, keine der Bildung sollte ihm der Mangel, die Not des Lebens verschließen.“ (1. Kap.) Die Schusterkugel wird Hans als Symbol des geistigen Erbes seines Vaters durch sein Leben begleiten und über seinen Pfarrer-Schreibtisch hängen.
1820, ein Jahr nach der Geburt des Sohnes, stirbt Meister Anton. Seine Witwe Christine verdient ihren Lebensunterhalt mit der schweren Arbeit einer Wäscherin. Tagsüber kümmert sich die unverheiratete Base Schlotterbeck um den kleinen Hans. Sie ist eine Pragmatikerin, sieht aber auch längst Verstorbene in ihrer Umgebung herumlaufen. Durch sie lernt Hans die Literatur des Volkes kennen: Sie erzählt ihm Märchen aus ihrem Volkskalender, liest mit ihm die Geschichten des Alten Testaments und erweckt damit seine Kinderphantasie. Sie bessert ihr Armengeld mit dem Verkauf von Stickwaren und dem Bekleiden von Spielpuppen auf. Für den Weihnachtsmarkt bastelt sie mit Hans Rosinen- und Pflaumenmänner. (Kap. 2)
Armenschule
Mit fünf Jahren kommt Hans in die Armenschule, die im feuchten ehemaligen Spritzenhaus untergebracht ist, was für den gesundheitlich angeschlagenen und schlecht bezahlten Lehrer Silberlöffel den Tuberkulosetod bedeutet. Physisch und psychisch geschwächt kann er sich nicht gegen die aufsässigen und gewalttätigen Schulkinder durchsetzen, an deren Streichen und Prügeleien auch Hans teilnimmt. Sein Onkel Grünebaum, der im Gasthaus das große politische Wort führt, aber seine Werkstatt im Chaos versinken lässt und zum Flickschuster absinkt, hat Mitleid mit dem Lehrer und appelliert an seinen Neffen, sich an solchen Aktionen nicht zu beteiligen und sich auf die Seite der Schwachen zu stellen. In der Schule sind seine Versuche erfolglos, aber er widersetzt sich offen einer Horde, als diese „den Judenjungen“ Moses auf der Straße verspotten und attackieren und dieser keine Hilfe von den Erwachsenen bekommt. Zwar werden die beiden in den Laden Freudensteins getrieben, aber sie sind stolz darauf, das Feld nicht kampflos geräumt zu haben. Seitdem sind die beiden Jungen Freunde. (Kap. 3–5) Im Trödelladen entdeckt Hans eine kuriose Sammlung der verschiedensten Gegenstände und Bücher, fühlt sich dort wie in einer Märchen- und Sagenhöhle und taucht, in Fortsetzung der Erzählungen der Base, in eine Phantasiewelt mit einem Blick in unendliche Räume ein. Moses dagegen ist ihm an Lebenserfahrung in praktischen Dingen weit überlegen. Als dieser ihm erzählt, dass er im Herbst aufs Gymnasium gehen wird, ist er unglücklich über die für ihn geplante Schusterlehre beim Onkel. Denn nach der Vorstellung seines Vormundes soll er „wie alle andern Unwirrsche und Grünebäume ein Schuster werden“. (Kap. 5) Aber Hans möchte wie sein Freund als Voraussetzung für ein Studium Latein lernen. Für den Trödler wäre der gesellschaftliche Aufstieg des Sohnes durch Bildung eine Genugtuung und ein Ausgleich für die Geringschätzung durch die Bevölkerung. Auch Hans’ Mutter würde gerne den Wunsch ihres Sohnes erfüllen, der zugleich der ihres Mannes war, doch im Gegensatz zu Freudenstein hat sie nur geringe Ersparnisse und außerdem ist sie mit dem energischen Widerstand ihres Schwagers konfrontiert. (Kap. 6)
Gymnasium
Als sich der Termin des neuen Schuljahres nähert und der Onkel immer noch nicht seine Meinung geändert hat, entschließt sich der schüchterne Hans zu einer Verzweiflungstat und bittet einen Gymnasialprofessor um Unterstützung. (Kap. 6) Dr. der Philosophie Blasius Fackler kommt selbst aus armen Leineweber-Verhältnissen. Er ist beeindruckt vom Bildungshunger des Schustersohnes, fühlt deshalb mit dem „Staubgeborenen“ und setzt sich für ihn ein: zuerst bei dessen Vormund, der darauf seinen Einspruch aufgibt und sich aus der Verantwortung für die Bildung des Neffen beleidigt zurückzieht. Später, als er in der Oberstufe sein Latein- und Griechischlehrer wird und Verständnis für den oft in seinen Phantasien versunkenen Jungen hat, vermittelt er ihm eine Hauslehrerstelle für die beiden 6- und 8-jährigen verwöhnten Söhne des Kanzleidirektors Trüffler.
Die ersten Gymnasialjahre sind für den noch kindlichen und unselbständigen Hans schwer, im Unterschied zu Moses mit seiner schnellen Fassungsgabe und seinem guten Gedächtnis. Für diesen und seinen Vater ist die Oberschule v. a. der Weg zum gesellschaftlichen Aufstieg und der Triumph über die anderen Kröppelstraßenjungen und ihre Eltern. Hans dagegen sucht die Erweiterung seines Weltbildes und verliert sich oft an den konkreten Griechisch-Übersetzungsaufgaben vorbei in die Abenteuer der Odyssee. Er braucht viel Kraft, um die Aufopferung seiner ihn bewundernden Mutter zu verdienen, und sieht es als seine Pflicht an, „durch eigene Anstrengung sich den Weg durchs Leben weiterzubahnen“. (Kap. 7) Die Beziehung der Jungen verändert sich durch die unterschiedlichen Voraussetzungen und Zielsetzungen. Obwohl beide im Gymnasium als Außenseiter gelten, Moses als Jude und Hans als Sohn einer armen Witwe, und viel Zeit gemeinsam im Trödelladen verbringen, wo sich Hans in die Bücher der klassischen Dichtung vertieft, ist das Verhältnis einseitig geworden. Moses hat sich geistig aus der Freundschaft wegentwickelt, während Hans dies nicht registriert und sich immer wieder Illusionen hingibt: Als Hans sich für kurze Zeit dem großbürgerlichen Lebensstil der Trüfflers mehr zugehörig fühlt als seiner Schicht, holt Moses ihn durch seine Kritik, er sei doch nur Türsteher bei den Festen und nicht Teilnehmer, in die Realität zurück. (Kap. 7)
Am Mittwoch vor Ostern bestehen Moses als Primus und Hans als Zweitbester das Abitur (Kap. 8). Für ihre Familien ist dies ein großer Tag, sogar Onkel Grünebaum brüstet sich in seinem Stolz auf den Neffen und behauptet, er habe seinen Weg zum Gelehrten immer schon vorausgesehen. Während die Unwirrschs feiern, stirbt Samuel Freudenstein an zwei Schlaganfällen. Nach dem Erfolg des Sohnes und der Demonstration des Aufstiegswillens der Stadt gegenüber wollte er seinen Laden schließen und zeigte seinem Sohn den in verschlossenen Schubladen versteckten Reichtum: Bargeld in großer Menge und Wertpapiere.
Universität
Nach dem Tod des Vaters verkauft Moses das Trödelgeschäft und wandert zusammen mit Hans in die drei Tagesmärsche entfernte Universitätsstadt. (Kap. 9) Während er sich von seinem Vermögen eine Wohnung im besten Stadtviertel, schöne Kleidung und ein standesgemäßes Studentenleben leisten kann, ist der mit den spärlichen Rücklagen der Mutter, einem Stipendium und Empfehlungsbriefen seines Lehrers Fackler ausgestattete Hans in einem billigen Dachkämmerchen untergekommen und muss sparsam wirtschaften. Moses studiert Philosophie und hört Jura-Vorlesungen. Mit seinem scharfen Intellekt kritisiert er spöttisch die Umwelt und die Begrenztheit der Patrioten. Er fühlt sich als Kosmopolit, übernimmt vom Deutschtum nur das, was ihn überzeugt und ihm hilft. Hans nennt dies Egoismus, Moses dagegen Individualismus. (Kap. 10) Sein Volk sei jahrhundertelang ausgegrenzt gewesen und habe sich seine Überlebensbereiche suchen müssen. Doch trotz dieser Unterschiede bleibt die Freundschaft der beiden mit ähnlicher Rollenverteilung weiterhin bestehen. Bei Anfeindungen, die Moses sich durch seine Haltung bei den Studenten zuzieht, und vor körperlichen Auseinandersetzungen wird er von Hans beschützt. Und er desillusioniert immer wieder das naive Weltbild des Freundes, weist ihn auf die Realität hin und hilft ihm bei Hebräisch-Übungen für sein Theologie-Studium. Hans interessiert sich weniger als Moses für wissenschaftliche Theorien als für die praktische Lehre eines Pfarrers.
Moses promoviert mit einer von Spinoza inspirierten Dissertation über die „Materie als Moment des Göttlichen“. Obwohl er in der Disputation auf heftigen Widerspruch stößt, setzt er sich mit seiner Argumentation durch und geht als „Doctor philosophiae“ nach Paris.
Während Hans bei seinen Examensvorbereitungen ist, erreicht ihn ein Brief seines Onkels, der ihn zu seiner sterbenden Mutter ruft. Auf dem Heimweg kehrt Hans im Wirtshaus „Zum Posthorn“ in Windheim ein. (Kap. 11) Dort wird er von den Wirtsleuten,  denen er und sein schmaler Geldbeutel von seinen Zwischenstopps während der vergangenen Semesterferien her gut bekannt ist, freudig empfangen, und so erzählt Hans ihnen über sich und die Welt der Universitätsstadt. Nachdem er in seinem Bericht den Namen seines Freundes Moses Freudenstein erwähnt hat, wird er an den Nachbartisch des Leutnants außer Dienst Rudolf Götz und seiner Nichte Franziska geladen. Der Offizier redet schlecht über den Freund: Monsieur Freudenstein habe sich in Paris gegen Franziska nach dem Tod ihres Vaters nicht sehr ritterlich betragen.
In Neustadt begleitet Hans über Winter das Sterben seiner Mutter und bereitet sich auf das Examen als „Kandidat der Gottesgelehrtheit“ vor. Als er im Frühjahr aus der Kirche von seiner Prüfungspredigt heimkehrt, ist die Mutter friedlich entschlafen. Nach deren Beerdigung vermietet er das Haus an einen Maurer, der die Base als Hausmeisterin übernimmt, und verlässt die Stadt.
Hauslehrer in Bocksdorf und Kohlenau
Da alle Pfarrstellen der Umgebung besetzt sind, muss Hans im „Hauslehrertum“ seinen Unterhalt verdienen. (Kap. 13) Die erste Stelle findet er wiederum durch Vermittlung Professor Facklers auf dem Gut des Landedelmannes Herrn von Holoch in Bocksdorf. Während die Eltern mit der Erziehungsmethode des Hauslehrers zufrieden sind, zieht sich Hans im zweiten Dienstjahr den Unwillen der angereisten Erbtante zu. Sie nennt ihn einen „unpolierten Tölpel“, der ungeeignet sei für die Erziehung des Stammhalters und seiner kleinen Schwester und nimmt den Junker Erich mit in die Residenzstadt, um ihn „zum Edelmann der Zukunft“ ausbilden zu lassen.
Durch ein Inserat findet Hans eine neue Stelle bei einem wohlhabenden Chemie-Fabrikanten in Kohlenau im Magdeburgischen. Dort sollen die drei Söhne einmal „gute Geschäftsmänner“ werden und Hans soll ihnen noch ein bisschen Bildung beibringen. Er fühlt sich in dieser materiellen Umgebung wie in einem Gefängnis und verspürt den alten Hunger nach Phantasie und nach einer „freiern, weitern, schönern Welt“. Als im Herbst eine Krankheit ausbricht, die dem Hungertyphus ähnelt, sterben viele Mensch und es kommt zu Not und Armut. Unruhen brechen aus, die von Soldaten der Garnisonsstadt unterdrückt werden. Der Fabrikant ist über die Revolte empört, und als Hans die Arbeiter in Schutz nimmt, wird ihm für Ostern gekündigt und er muss wieder seine Dienste in der Zeitung anbieten. Auf einem Spaziergang begegnet er dem Leutnant Götz, der ihm für den Sohn seines Bruders eine Hauslehrerstelle anbietet. (Kap. 14)
Hauslehrer in Berlin
Hans bewirbt sich im Februar beim Geheimen Rat Theodor Götz und erhält Ende des Monats eine Einladung nach Berlin. Leutnant Götz holt ihn ab und erzählt ihm auf seiner Reise die Geschichte seiner Familie und seines Soldatenlebens (Kap. 15): Götz hat zwei jüngere Brüder: Theodor und Felix. Felix, der Vater Franziskas, starb nach einem abenteuerlichen unsteten Leben in Paris. Nach dessen Tod 1836 holte der Leutnant seine Nichte nach Deutschland und brachte sie, wegen seiner eigenen beschränkten Finanzen und seines nomadischen Lebens, im Haus seines Bruders in Berlin unter. Der Geheime Rat und seine Frau Aurelie, eine Geborene von Lichtenhahn, haben zwei Kinder: die schöne, kapriziöse Tochter Kleophea und den siebenjährigen Sohn Aimé, den Hans unterrichten wird.
Auf dem Wege dorthin macht Hans die Bekanntschaft des Obersten von Bullau, eines Kameraden des Leutnants, der sich nur gelegentlich in der Metropole aufhält. Gewöhnlich lebt der Oberst auf seinem Gut in Grunzenow an der Ostsee. Diese Bekanntschaft ist für Hans, nach einer Andeutung auf die Pfarrstelle in Grunzenow am Anfang des Romans, entscheidend für seine Zukunft.
Bevor der Leutnant dem Theologen die hochherrschaftliche Villa des Bruders in der Parkstraße zeigt, führt er ihn in die Oper. Nach dem Kunstgenuss (gegeben wird Mozarts „Don Giovanni“) trifft Hans in der Weinstube Lutter & Wegner auf Moses. (Kap. 16) Der Freund ist zum Katholizismus konvertiert und nennt sich jetzt Doktor Theophile Stein. Er hält vor einem ausgewählten Publikum Vorlesungen über „Die Rechte und Pflichten in der menschlichen Gesellschaft“ und gilt in der Kulturszene als großes Talent. Moses bittet Hans, seinen alten Namen zu verschweigen und dieser verrät ihn auch nicht Leutnant Götz, dem der Philosoph und Literat irgendwie bekannt vorkommt.
Der Lebensstandard der Familie des Geheimrats beruht auf dem Vermögen der Ehefrau Aurelie. Sie ist die Herrscherin im großbürgerlichen Haus. (Kap. 17) Die auf gesellschaftliches Ansehen erpichte, „kirchlich gesinnt[e]“, religiöse Geheimrätin, die dem Kandidaten der Theologie „ernst wie eine sternenlose Nacht“ erscheint, führt mit Hans ein Prüfungsgespräch. Erst danach darf ihr Mann ihn als Präzeptor anstellen. Der kränkliche und von seiner Mutter verzogene Aimé versucht sofort mit seiner Peitsche einen Angriff auf die Beine des neuen Lehrers und widersetzt sich von Anfang an Hans’ von der Geheimrätin ständig korrigierten pädagogischen Bemühungen. Andererseits rebelliert die spitzzüngige kapriziöse Kleophea offen gegen ihre Mutter. Ihre Augen üben auf Hans eine Zaubermacht aus, der er sich schwer entziehen kann. Als der Familie zur Dankbarkeit verpflichtetes Waisenkind lebt die Nichte Franziska unscheinbar und zurückgezogen in der Villa. Sie warnt den Ankömmling vor ihrer Tante. Auch solle er ihr gegenüber nicht von deren (?)  Schwager Rudolf sprechen. Hans fühlt sich sehr unbehaglich in seiner Rolle zwischen den sich offen und versteckt bekämpfenden Parteien und denkt mit Wehmut an seine unkomplizierten Zöglinge in Bocksdorf und Kohlenau zurück.
Theophile Stein und Kleophea
An einem der häufigen Krankentage Aimés besucht Hans seinen Freund Stein in der Hedwigstraße. Dieser hat gerade Besuch von seiner Geliebten, der schönen, lustigen Putzmacherin Henriette Trublet, die ihm aus Paris nachgereist ist und die er Hans gegenüber als eine Waise ausgibt, um die er sich kümmere. (Kap. 18) Wohlwollend erkundigt er sich nach Hans’ Familie und deutet an, er strebe an der Berliner Universität eine Professur für semitische Sprachen an. Später erzählt er ihm, er wolle „Vortragender Rat im Kabinett Seiner Majestät des Königs“ werden. Hans dagegen will wissen, warum Leutnant Götz so schlecht über ihn spreche und was dies mit Franziska zu tun habe. Bei diesem versuchten Verhör stellt sich die alte Rollenverteilung wieder ein. Der naive Hans lässt sich leicht durch die Erklärungen beruhigen, Fränzis Vater sei ein heruntergekommener Trinker gewesen und er, Stein, habe auf ehrenvolle Weise versucht, dessen Tochter nach dem Tod ihrer Eltern zu helfen. Hans wird von Stein mit „gutmütigem Humor“ behandelt. Da dessen Antworten nicht zu den Behauptungen des Leutnants passen, verlässt Hans verwirrt die Wohnung.
Nach einiger Zeit, Anfang April, macht Stein einen Gegenbesuch. Bald darauf ist er bei der Geheimrätin zu Gast und Hans wird dazu gebeten. (Kap. 19) Stein lobt einerseits den alten Freund als bodenständiges Muster der Tugend, tituliert ihn aber andererseits ironisch-herablassend als „Hungerpastor“. Stein brilliert bei den Damen des Hauses als welterfahrener geistreicher Erzähler, hofiert die Geheimrätin und verbirgt, dass er sich vor allem für Kleophea interessiert, die er, wie er Hans offen mitteilt, heiraten möchte. Er wird der „Hausfreund“ der Familie (Kap. 21) und Kleophea verliebt sich in den ihr seelenverwandt erscheinenden unabhängigen Geist. Als Stein diese Stufe seines Plans erreicht hat, entlässt er im Herbst seine von ihm schwangere Geliebte, die ihr Kind kurz nach der Geburt verliert (Kap. 22), und plant, wenn nötig, sowohl Hans als auch Franziska von der Geheimrätin aus dem Haus Götz vertreiben zu lassen.
Hans gerät zunehmend in die Isolation. Auch Franziska, die ihn offenbar für einen Verbündeten von Stein hält, zieht sich von ihm zurück und verhält sich ihm gegenüber distanziert. Er wird depressiv und erkrankt Ende August an einer Gehirnentzündung. Im halb bewusstlosen Zustand hört er Unterhaltungen über sich zu. Stein bestärkt die Geheimrätin in ihrer Abneigung gegen ihn und in ihrer Absicht, ihn zu entlassen. Dies geschieht auch nach seiner Gesundung: Vor Weihnachten soll er das Haus verlassen. Er bedauert dies nicht, denn der Aufenthalt und seine Lehrertätigkeit wurden ihm zunehmend zur Qual. Nach seiner Krankheit sieht er seine Situation klarer. Steins Reden haben ihm die Augen geöffnet: Der Freund hat sich als sein Feind entlarvt und er erinnert sich an die Warnungen Esthers, der Haushälterin Freudensteins, des Leutnants Götz und dessen „Fränzchen“ und seiner Base Schlotterbeck, Moses sei „ein falscher Mensch bis in das Mark von seine Knochen“. Erfreut ist er andererseits darüber, dass sich Franziska ihm während seiner Krankheit wieder zugewandt hat, und sie kommen einander nach einer Aussprache über ihre Erfahrungen mit Stein näher. (Kap. 22)
Die Situation im Hause Götz eskaliert, als Kleophea während einer Reise ihrer Eltern auf das Landgut einer befreundeten Familie heimlich die Villa verlässt und mit Stein nach Paris fährt. Am selben Tag, am 4. Oktober, trifft Hans Steins verlassene Geliebte Henriette, die ihm ihre Geschichte erzählt. (Kap. 22) Er nimmt sie mit nach Hause, um Kleophea vor Stein zu warnen. Die noch von der Geburt und dem Tod des Kindes erschöpfte Frau wird von Franziska aufgenommen und versorgt. (Kap. 23) Kleophea ist bereits abgereist. Den von ihr hinterlassenen Brief bringt der Hausdiener Jean den Eltern, die am nächsten Tag zurückkehren.
Das weitere Schicksal Kleopheas wird dem Leser erst im letzten Kapitel 36 offenbart. Sie heiratet im Paris Stein. Als sich nach ihrer Enterbung die Hoffnung auf ihr Vermögen nicht erfüllt, hat sie für ihn an Reiz verloren und er empfindet die Ehe als Last für seinen gesellschaftlichen Aufstieg. Während sie vereinsamt, knüpft er neue Kontakte und versucht u. a. durch verschiedene Machenschaften Geld zu verdienen, z. B. durch Glücksspiele und Ausspionieren von Emigranten und Weitergabe der Informationen an die ausländischen Regierungen. Für diese ehrlosen Aktivitäten erhält Stein später den Titel „Geheimer Rat“, aber er ist „bürgerlich tot, im furchtbarsten Sinne des Wortes“ (Kap. 36).
Henriette Trublet führt in Paris Franziskas Auftrag aus, Kleophea vor Stein zu warnen. Nachdem diese bei einer Auseinandersetzung von ihrem Mann geschlagen wurde, verlässt sie das Haus und lässt sich von Henriette überreden, mit ihr, wie andere ihrer Putzmacherfreundinnen, ihr Glück in St. Petersburg zu suchen und einen reichen Mann zu heiraten, aber sie ist bereits von ihrem Leid erschöpft und vom Leben enttäuscht. Auf der Reise gerät ihr Schiff „Adelaide“ vor der deutschen Ostseeküste in Seenot. Die beiden Frauen werden zusammen mit anderen Passagieren von Grunzenower Fischern gerettet und erzählen dort Franziska und Hans ihr Schicksal. Briefe Hans’ an die Geheimrätin und Stein bleiben unbeantwortet. Kleophea betrachtet ihr Schicksal als Strafe für ihr überhebliches und spöttisches Betragen der Familie und den armen Hausgenossen, dem „Hungerpastor“ und dem „stillen Wasser“, gegenüber. Während sie sich im Haus des Obersten nicht mehr erholt und noch im Winter stirbt, vermisst Henriette im Dorf die Stadtatmosphäre und reist im Frühling nach Petersburg ab.
Befreiung und Neuanfang
Aurelie Götz gibt Franziska und dem Lehrer die Schuld, sie nicht vor Stein gewarnt und ihn ins Haus geholt zu haben. Hans wird entlassen und verlässt die Villa sofort, am 6. Oktober. Der Geheime Rat zahlt ihm für das letzte Semester seinen Restlohn aus, von dem er für einige Zeit ein einfaches, spärlich möbliertes Zimmer bei einer schwerhörigen Witwe in der Grinsegasse mieten und sein Leben finanzieren kann. Hier fühlt er sich zum ersten Mal als freier Mann und will über Winter ein Buch über seine Erfahrungen schreiben: das „Buch vom Hunger“. Doch er kann seine Gedanken nicht darauf konzentrieren und er sieht ein, dass sein Geldvorrat für ein solches Projekt nicht ausreicht. Ende Oktober ruft ihn ein Brief seines Onkels Grünebaum nach Neustadt zu seiner im Sterben liegenden Base. (Kap. 26) Er informiert den Geheimen Rat und damit auch Franziska über seine Situation, doch wird sein Brief vom Diener Jean nicht weitergegeben. Bei seiner Ankunft in Neustadt ist seine Base bereits gestorben und er kann gerade noch an ihrer Beerdigung teilnehmen. Am selben Tag stirbt auch sein Onkel Grünebaum. Hans verkauft das Elternhaus, besucht noch einmal die Stätten seiner Kindheit und nimmt Anfang November Abschied von seinem Geburtsort. (Kap. 27) In Berlin erfährt er, dass der Oberst von Bullau nach ihm gesucht hat, um ihn zum kranken Leutnant Götz zu holen, der bei ihm untergekommen ist. Der Leutnant mache sich große Sorgen um seine Nichte Franziska. (Kap. 28) Hans reist sofort nach Grunzenow an die Ostsee.
Pfarrer in Grunzenow
Nach einer beschwerlichen Reise mit Eisenbahn, Kutsche und zu Fuß über schlammige Wege kommt Hans in der Nacht im Dorf Grunzenow an und trifft im Kastell auf den Oberst von Bullau, den kranken Leutnant und den alten Pastor Josias Tillenius (Kap. 29). Götz macht ihm Vorwürfe, das Haus seines Bruders ohne Nachricht verlassen und sein Fränzchen im Stich gelassen zu haben. Hans verteidigt sich in einer langen Rede. Er wirft dem Leutnant vor, ihn ohne Information und Vorbereitung in das ungastliche Haus gelockt zu haben, und beschreibt genau die Entwicklung in der Familie des Geheimrates Götz und die Beendigung seiner Freundschaft mit Stein. Der Leutnant  kann darauf nichts erwidern und versöhnt sich mit ihm. In den nächsten Wochen lernt Hans die raue Welt an der Ostsee und ihre Menschen kennen. Er erfährt, dass auch Tillenius von seinen Kollegen im Inland Hungerpastor genannt wird, allerdings nicht wie Hans wegen seines Bildungshungers, sondern wegen der Armut der Menschen an der See.
Eine neue Situation entsteht Mitte Dezember auf die Nachricht vom Tod des Geheimrates hin. Franziska hat nun keinen Grund mehr, als Stütze ihres Onkels in Berlin zu bleiben, andererseits hat sie ihren letzten Beschützer verloren. Der Leutnant ist sehr beunruhigt. Der Oberst ist sofort bereit, die junge Frau auf seinem Gut aufzunehmen, und gibt Hans den Auftrag, sie aus Berlin abzuholen. Jetzt hat Hans den Mut, seine Liebe zu Franziska zu bekennen und Bullau offeriert ihm, zuerst Assistent des alten Pastors und nach dessen Tod sein Nachfolger zu werden, mit Franziska als Frau. (Kap. 30) Tillenius hat während der langen napoleonischen Kriegszeit für sich eine praktische, auf das alltägliche Leben bezogene Theologie entwickeln müssen, um den Hunger der Menschen lindern zu helfen. Hans hat dagegen weitgehend im Frieden gelebt und seinen Bildungshunger stillen können. Durch seine Hauslehrertätigkeit ist er jedoch desillusioniert worden und von seinen hohen Zielen abgekommen. Damit hat sich seine Auffassung von den Aufgaben eines Pastors der von Tillenius angenähert.
Hans reist sofort nach Berlin. Dort erfährt er, dass die Geheimrätin mit ihrem Sohn zu Bekannten gezogen ist und ihre Tochter enterbt hat. Franziska fühlt sich vereinsamt, aber auch befreit. Als Tochter eines Abenteurers und Freiheitskämpfers will sie jetzt eigenständig leben und nicht sofort Hilfe bei Onkel Rudolf suchen. Hans ermittelt auf einem Polizeiamt ihren neuen Aufenthaltsort. Sie wohnt als Untermieterin einer Witwe in der Annenstraße. Hans gesteht Franziska seine Liebe, die sie erwidert, und sie stimmt seinem Plan freudig zu, fern von der großstädtischen Gesellschaft mit ihrem Leistungsdruck bei den einfachen Fischern und Bauern in Grunzenow als Pfarrersehepaar ein neues Leben zu beginnen.
Als Verlobte kommen sie am Weihnachtsabend auf Bullaus Gutshof an, wo man bereits alles für ihre Aufnahme vorbereitet hat. Im kommenden Jahr leben sich beide gut im Fischerdorf ein. Franziska kümmert sich um den Haushalt Bullaus und ihres Onkels und Hans übernimmt nach seiner Bestätigung als Adjunkt durch das Oberkonsistorium immer mehr seelsorgerische Aufgaben vom alten Tillenius. Durch Predigten, Beerdigungen und Kindstaufen wird er immer mehr ein Teil der Gemeinde. Am 7. September heiraten die beiden und Franziska zieht ins Pfarrhaus um (Kap. 35). Am selben Abend erreicht sie die Nachricht von einem in Seenot geratenen Schiff, von dem u. a. die kranke Kleophea und Henriette gerettet werden. Im Frühjahr stirbt Josias Tillenius und Hans übernimmt dessen Amt. Über Hans’ Arbeitstisch hängt die Glaskugel seines Vaters und beleuchtet das Papier, auf dem er für seinen ca. 1853 geborenen Sohn „sein Leben und seinen Hunger“ niederschreibt. „Draußen in der Nacht braust das Meer zornig und wild“. (Kap. 36)  „Es gehen böse Geister um draußen in der Finsternis, Geister, die keinen Platz in dem Lichtkreis der glänzenden Kugel finden […] Ein Geschlecht der Menschen vergeht nach dem andern, ein Geschlecht gibt die Waffen des Lebens weiter an das andere […] Gib deine Waffen weiter, Hans Unwirrsch!“ (Kap. 36)

## Zur Erzähltechnik
Die Handlung wird im Wesentlichen traditionell linear von einem im Wesentlichen auktorialen Erzähler vorgetragen, der durch die Geschichte führt, Passagen detailliert schildert bzw. kurz zusammenfasst oder auslässt und Ausblicke gewährt, aber auch aus Spannungsgründen Informationen zurückhält. Andererseits gibt er vor, dass er den Inhalt einiger Gespräche nicht kenne. An einigen Stellen bringt er sich selbst als authentischer Kenner der Situation in die Handlung ein, z. B. als er über die Zeit der beiden Protagonisten Hans und Moses im Neustädter Gymnasium schreibt: „Wir schwitzten zu allem andern Schweiß dicke Angsttropfen über der zerlesenen Grammatik.“ Im letzten Romandrittel weicht er von seinem Duktus ab und lässt Moses unvermittelt in Anführungszeichen denken. Über Nebenhandlungen wird der Leser oft nur indirekt im Rahmen von Gesprächen oder Briefen informiert. So taucht die Kleophea-Stein Beziehung, nach langer Ausblendung, erst wieder im letzten Kapitel mit der Rettung der jungen Ehefrau aus Seenot und ihrem Bericht über ihre Pariser Zeit auf. Die Absicht des Erzählers, durch diese schicksalshafte Begegnung mit Hans und Franziska die Kontrasthandlung durch eine moralische Wertung abzuschließen, ist offensichtlich.

## Rezeption
Raabes eigene Beurteilung änderte sich im Laufe seines Lebens. Wollte er anfangs mit seinem Werk „nicht nur ein deutsches Volksbuch, sondern das deutsche Volksbuch“ schlechthin schaffen, so bezeichnet er in einem Brief vom 30. Dezember 1902 an Karl Schönhardt seinen Roman als „abgestandenen Jugendquark“.
Beim Publikum war „Der Hungerpastor“, der zumeist als realistisch bodenständig positiv aufgenommen wurde, ein großer Erfolg. Z. B. bewerteten Moritz Hartmann und Hieronymus Lorm den Roman bald nach seinem Erscheinen zustimmend. Ferdinand Freiligrath empfiehlt die Lektüre am 9. Oktober 1868 seiner Tochter Käthe: „Das Buch ist vortrefflich – sehr unterhaltend, aber doch keins von den Büchern, die man bloß um der Unterhaltung willen liest, vielmehr eins von denen, die den Leser zur Einkehr in die eigene Brust zwingen und von denen man ernster und doch fröhlicher aufsteigt und wieder an sein Tagewerk geht.“
Arno Holz, im Entstehungsjahr des Romans geboren, spottet dagegen: „Um den Bauch den Heiligenschein,/naht der Hungerpaster…“
Von einigen Literaturkritikern werden die konventionelle Form und die Schwarz-Weiß-Charakterisierung des Helden und seiner Kontrastfigur als Rückschritt gegenüber der Sperlingsgasse angesehen. Diese Vereinfachung erkläre aber auch, warum „Der Hungerpastor“ als Raabes populärstes Buch gilt: Von Studnitz vermutet, der „einfältige“ Unterschied „zwischen Gut und Böse“ habe den Erfolg des Romans verursacht.
Für Schwanenberg-Liebert spricht die antinomische Anlage der Protagonisten Hans und Moses und die Verteilung von Gut und Böse auf zwei Helden mit der daraus resultierenden gewissen Statik im Entwicklungsweg in dem Sinne, der Irrweg sei fast ausgeschlossen, gegen den Terminus „Entwicklungsroman“, wenn auch zum Beispiel die prägende Rolle der beiden Väter Anton und Samuel dafür spreche. Zudem sei Hans in kritischen Situationen von einer „Beschützergestalt“ umgeben, die gleichsam als deus ex machina wie aus heiterem Himmel in die laufende Handlung eingreife. So könne das Böse ihm nichts anhaben, er gehe im Gegenteil aus jeder Konfrontation gestählter hervor, schreite mit der Zeit immer sicherer in Richtung Ostseestrand und heirate, für den Leser nicht überraschend, die seelenverwandte Franziska.
Hans wurde im Biedermeier zwar als „Idealfigur“ bewundert, er wirke aber mitunter lächerlich, z. B. wenn er Moses kritiklos bewundere und über seine Charakterfehler lange Zeit hinwegsehe.
Trotz der banalen Handlung ist nach Studnitz Raabes Zeitkritik bemerkenswert. Auch Schwanenberg-Liebert verweist in diesem Zusammenhang auf Unholde wie „den Kapitalisten des Maschinenzeitalters“: Der Fabrikant kaufe Wissen, indem er sich den Hauslehrer Hans hält.
Im Jahr 1899 veröffentlichte der evangelische Pfarrer und Schriftsteller Artur Brausewetter seinen ersten Roman mit dem bewusst an Raabes Hungerpastor anklingenden Namen Der Armenpastor, was die andauernde Rezeption von Raabes Roman zeigt.

## Antisemitismusdiskussion
Ein Schwerpunkt der Rezeption ist, v. a. seit 1945, die Untersuchung des Judenbildes im Roman.
In moralischer Absicht kontrastiert der Autor ‚gute‘ und ‚böse‘ Lebensentwürfe. Die Gegenfigur des tugendhaften Helden Hans Unwirrsch ist Moses Freudenstein, der sich  immer mehr zum gefühlskalten berechnenden Egoisten entwickelt. Dass Raabe in diesem manichäischen Grundmuster das Böse in der Figur eines Juden darstellt, hat zu einer anhaltenden Debatte über den antisemitischen Gehalt des Romans geführt. Z. B. wurde Raabe von Reich-Ranicki wegen dieser Charakterisierung Antisemitismus vorgeworfen. Er hielt den „Hungerpastor“ für Raabes „fragwürdigstes, wenn nicht widerlichstes Werk.“ Die Diskussion ist auch durch Rezensionen in der Zeit des Nationalsozialismus beeinflusst, die „Der Hungerpastor“ als antisemitisches Meisterwerk feierten.
Raabe wies ähnliche zeitgenössische Vorwürfe zurück: Am 4. Februar 1903 schrieb er an die Leserin Philippine Ullmann aus Stadtoldendorf: „Auch aus „Höxter und Corvey“ können Sie wohl entnehmen, dass ich nicht zu den Antisemiten zu zählen bin… Juden haben in meinem Leben immer mit zu meinen besten Freunden und verständnisvollsten Lesern gehört, und daran hat sich bis heute nichts geändert.“ Er habe den Roman keineswegs antisemitisch gemeint: „[I]ch habe nur die Sehnsucht nach dem Licht und das Trachten nach äußerem Erfolg und ruchlosem Genuss darin gegenüber stellen wollen.“ Daran anknüpfend wurde argumentiert, die Figur des Moses Freudenstein habe die reale Person des seinerzeit umstrittenen Journalisten und regierungsamtlichen Pressereferenten, des politischen und religiösen Konvertiten Jacoby abgebildet, der nicht die Juden an sich repräsentiere. Dagegen wurden romanstrukturelle Argumente geltend gemacht. Der strukturelle Antisemitismus des „Hungerpastors“ besteht demnach darin, dass Raabe gesellschaftliche Stereotype aufgreift und sie bestätigt und fortschreibt, indem er sie zur Herstellung von literarischem Realismus verwendet, auch wenn dies nicht seine eigentliche Intention gewesen sein sollte. Nach Elke Kimmel wurden diese antisemitischen Sequenzen von Raabe bewusst zur Erhöhung seiner Verkaufszahlen eingeschrieben.
Andere Literaturkritiker versuchten, dieses Bild durch eine Textuntersuchung zu differenzieren, z. B. mit Hinweis auf Kapitel 3: Die  Beschreibung der Missachtung der Juden und der Hänseleien und Prügel, denen Moses von den Kindern ausgesetzt ist und vor denen ihn sein Freund Hans nach seinen Möglichkeiten schützt, und als Folge daraus die Aufstiegsbemühungen des Trödlers, um aus dem sozialen Umfeld herauszukommen. Damit verbunden ist eine Charaktereigenschaft, die von anderen traditionsbewussten Juden, v. a. der Haushälterin Esther, kritisiert wird: Gefühlskälte auch dem Vater gegenüber, Egozentrik, die den eigenen Lebensgenuss und die Karriere zum Ziel hat und moralische Aspekte bei der Behandlung der französischen Putzmacherin, Franziskas und Kleopheas sowie Hans‘ außer Acht lässt, Wechsel zum Katholizismus aus Karrieregründen. Während einige Kritiker in Moses das Klischee des entwurzelten jüdischen Intellektuellen sehen, das vom Nationalsozialismus benutzt wurde,  dient für andere „[d]as Jüdische […] nur zur psychologischen Motivierung der rücksichtslosen Anpassung Moses an seine Umwelt. Dieser Materialist, der sich gesellschaftliche Anerkennung erzwingen will, ist letztlich eine tragische Figur; egoistisch und skrupellos versucht er sich gegen eine Realität zu behaupten, in der […] eine Verwirklichung des Idealen nicht möglich ist.“

## Ausgaben (Auswahl)
- Der Hungerpastor. Ein Roman in 3 Bänden. Janke, Berlin 1864.
- Der Hungerpastor. 4. Auflage. Janke, Berlin 1886.
- Der Hungerpastor. 7. Auflage. Janke, Berlin 1896.
- Der Hungerpastor. Roman. Sonderausgabe für die Mitglieder der Deutschen Buch-Gemeinschaft. Klemm u. a., Berlin-Grunewald [1925].
- Der Hungerpastor. 57. Auflage. Klemm, Berlin-Grunewald [1937].
- Der Hungerpastor. Kritisch durchgesehene. Ausgabe, besorgt von Karl Hoppe. Evangelische Verlags-Anstalt, Berlin o. J. [1961].
- Der Hungerpastor. In: Peter Goldammer, Helmut Richter (Hrsg.): Wilhelm Raabe. Ausgewählte Werke in sechs Bänden. Band 3. Aufbau, Berlin/Weimar 1964, S. 5–453 (der Text beruht auf der Historisch-Kritischen Braunschweiger Ausgabe) [hier verwendete Ausgabe].
- Der Hungerpastor. In: Anneliese Klingenberg (Hrsg.): Raabes Werke in fünf Bänden. Zweiter Band. Aufbau, Berlin/Weimar 1972.
- Karl Hoppe (Hrsg.), Hermann Pongs (Bearb.[32]): Wilhelm Raabe: Der Hungerpastor. (= Wilhelm Raabe. Sämtliche Werke. Braunschweiger Ausgabe. Bd. 6). 3. Auflage. Vandenhoeck & Ruprecht, Göttingen 2005, ISBN 3-525-20112-5.
- Fritz Meyen[33] nennt 37 Ausgaben (darunter auch in dänischer, englischer, holländischer, italienischer, lettischer, schwedischer, slowakischer und türkischer Sprache).